# Barmherzigkeit
Die Barmherzigkeit (Lehnübersetzung von lateinisch misericordia) ist eine Eigenschaft des menschlichen Charakters. Eine barmherzige Person öffnet ihr Herz fremder Not und nimmt sich ihrer mildtätig an.
Die umgangssprachliche Formel „Mitleid und Barmherzigkeit“ deutet an, dass hier Unterschiedliches vorliegt, dass es also bei der „Barmherzigkeit“ weniger um ein Mit-Fühlen als um eine dessen nicht bedürftige Großherzigkeit geht. Sie gilt als eine der Haupttugenden und wichtigsten Pflichten der monotheistischen Religionen Judentum, Christentum, Islam, Bahai sowie anderer Religionen wie Buddhismus und Hinduismus. Im Judentum, Christentum und Islam wird die göttliche Barmherzigkeit (Barmherzigkeit Gottes) als herausragende Eigenschaft Gottes angesehen.
Käte Hamburger (1985) definierte Barmherzigkeit als tätige Nächstenliebe. Der Nächste sei jeweils der, den der Mensch durch barmherziges Handeln zu seinem Nächsten machte. Mitleid sei hingegen keine Charaktereigenschaft, sondern gehöre dem menschlichen Gefühlsleben an. Barmherzigkeit bezeichnet somit eine existenzielle Betroffenheit im Innersten und ein Tun, das mehr ist als bloßes Gefühl des Mitleidens.

## Begriffsbildung und Wortgeschichte
Hinsichtlich der Wortherkunft gibt es zwei mögliche Quellen: Nach einer These soll das zugrundeliegende Adjektiv barmherzig seit dem 8. Jahrhundert durch das althochdeutsche Stammwort armherzi als Lehnübersetzung aus der gotischen Missionssprache von misericors (lateinisch miser „arm, elend“ und cor beziehungsweise cordis „Herz“) mit der Bedeutung von „der ein Herz für die Armen hat“ sein. Ob es sich dabei um einen Teil des althochdeutschen Standardwortschatzes halten soll, ist nicht ersichtlich. Diese Form ist zu entsprechenden Belegen wie bibelgotisch arma-hairts und altenglisch earm-heort zu stellen.
Nach einer anderen These kann das zugrundeliegende Adjektiv barmherzig aus den Morphemen barm (althochdeutsch), barms (gotisch), bearm (altenglisch) übersetzt mit „Schoß, Busen“ oder auch dem altindischen sk: भर्मन bhár-man übersetzt mit „Unterhalt, Pflege“ oder dem altindischen भर्मन् bhar übersetzt mit „tragen, halten, erhalten, hegen, pflegen, ernähren“ sowie dem Begriff herzig hergeleitet werden.
Karl Weigand, der Wortführer der „historischen“ Rechtschreibung und Mitfortführer des Deutschen Wörterbuchs der Brüder Grimm, vertritt folglich die Auffassung, dass das Adjektiv barmherzig aus den althochdeutschen Wörtern barm und herzi zusammengesetzt sei.

## Judentum
Im Tanach ist Barmherzigkeit eine der herausragenden Eigenschaften Gottes. Das Wort רחמים rachamím wird theozentrisch bestimmt: JHWH ist und handelt barmherzig, zeigt Erbarmen, weil er sich seines Volkes Israel annimmt. In der zentralen Offenbarung am Sinai gibt sich JHWH zu erkennen: „der HERR ist ein barmherziger und gnädiger Gott, langmütig, reich an Huld und Treue“ (2. Buch Mose 2 Mos 34,6  mit vielen Parallelen). Während das „gnädig“ darauf verweist, dass Gott sich seinem Volk zuwendet, drückt das „barmherzig“ aus, dass Gott die Sünde zwar sieht, aber verzeiht und dem Bund mit seinem Volk treu bleibt. Dies wird insbesondere bei den Propheten der Exilszeit (Babylonisches Exil) betont: „Der Herr hat sein Volk getröstet und sich seiner Armen erbarmt. […] Kann denn eine Frau ihr Kindlein vergessen, eine Mutter ihren leiblichen Sohn? Und selbst wenn sie ihn vergessen würde: ich vergesse dich nicht.“ (Jesaja) Jes 49,13.15  Die hebräische Bezeichnung für Erbarmen lautet racham. Rächäm (Plural) bedeutet auch Mutterschoß / Gebärmutter. Die Verwendung des Begriffs rachám wird oft gebraucht um die Beziehung von JHWH zu seinem Bundesvolk, den Israeliten, zu beschreiben. Im Erweis von Mitleid oder Erbarmen, rachám JHWHs den Angehörigen seines Bundesvolkes gegenüber, wird von Jesaja die Metapher einer Frau verwendet, die sich ihrer eigenen Kinder erbarmt, die sie im Mutterleib getragen hatte (Jes 49,15 ).
Das Substantiv altgriechisch ἔλεος éleos fokussiert die Emotion von „Mitleid“, „Sich anrühren Lassen“ bzw. „Anteilnahme“. Die antike Übersetzung des Alten Testaments ins Griechische (Septuaginta) gibt damit häufig das hebräische Wort (hebräisch “rachamím„ רחמים “Erbarmen„) wieder. Hingegen wird mit dem griechischen Substantiv (altgriechisch σπλάγχνον splángchnon) der leibliche Ort gekennzeichnet, der dieser Bewegung Ausdruck gibt, das Herz, das Innerste, wo die Großherzigkeit, die Herzlichkeit, die Herzensgüte zuhause sind. Das griechische Wort éleos hat teilweise die gleiche Bedeutung, deckt das gleiche Wortfeld ab, wie das hebräische Wort rachamím. Im Buch Tobit, das zu den griechischen Spätschriften des Alten Testaments gehört, wird vom Menschen Barmherzigkeit in seinem Handeln gefordert:  „Es ist gut, zu beten und zu fasten, barmherzig und gerecht zu sein.“Tob 12,8 .
In dem Werk von William Edwy Vine (1940)  „An Expository Dictionary of Old and New Testament Words“ wird durch ἔλεος die äußerliche Kundgabe von Mitleid bezeichnet und so beschrieben, dass es ein Bedürfnis auf seiten dessen voraussetzt, dem es erwiesen wird, und Mittel genug besitzt, dieses Bedürfnis zu befriedigen, auf seiten dessen, dem es bekundet wird.
In der deutschen Bibel (vor allem Lutherbibel) stehen Barmherzigkeit, barmherzig, Erbarmen, Erbarmer, barmherzig sein und deren Verneinungen vor allem für die hebräischen Wörter bzw. Wurzeln häsäd (hebr. חֶסֶד), dann für rahamim bzw. für rhm und Derivate, für hnn und Derivate, in geringerem Maße auch für hûs, hml und nhm.

## Christentum

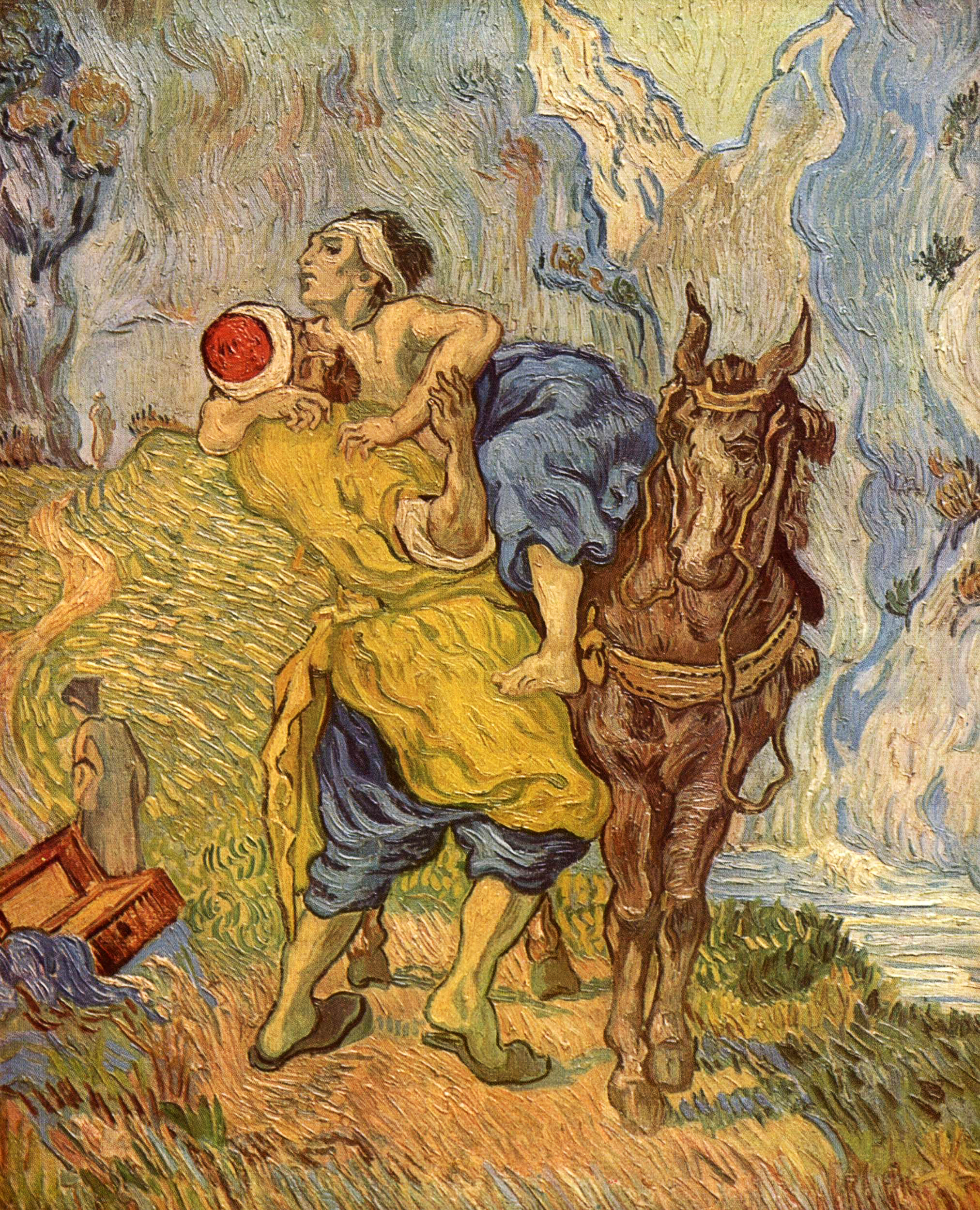
Vincent van Gogh: Der gute Samariter (nach Delacroix), 1890

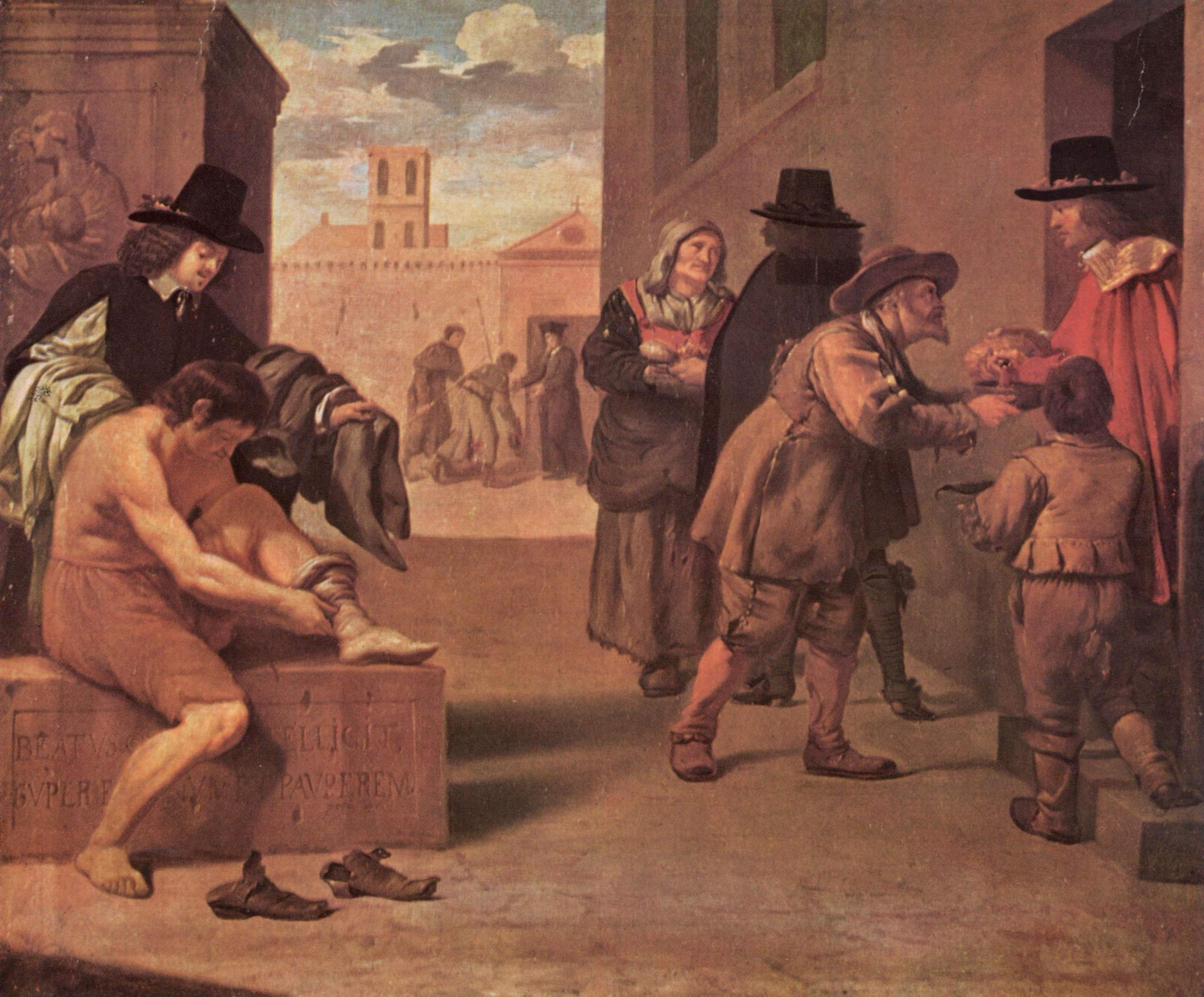
Pierre Montallier: Die Werke der Barmherzigkeit, um 1680

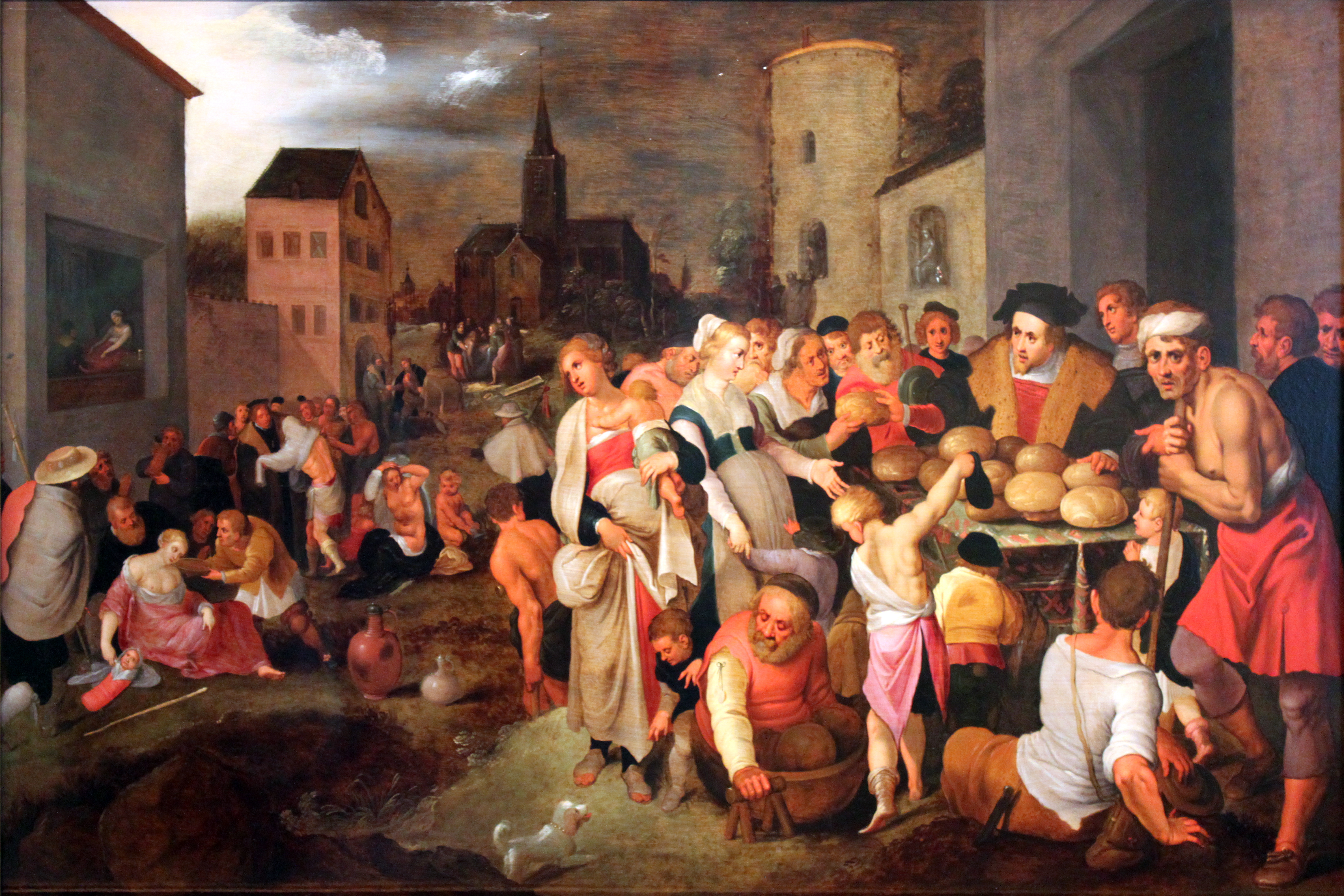
Frans II Francken: Die Sieben Werke der Barmherzigkeit, 1605, Deutsches Historisches Museum Berlin

Barmherzigkeit ist in der christlichen Tradition keine natürliche Eigenschaft des Menschen, sondern eine Eigenschaft Gottes, die der Mensch einerseits als himmlisches Motiv durch die ihm innewohnende Gottesliebe besitzt und die ihm andererseits in höherer Form und unerschöpflich durch Gott zuteilwird. Schon im Alten Testament gilt Gott vor allem als der „Barmherzige und Gnädige“ und wird immer wieder dafür gepriesen (z. B. Ps 103,8 ).
Jesus beschreibt Gott z. B. im Gleichnis vom verlorenen Sohn (Lk 15,11–32 ) als großzügigen und jederzeit vergebungsbereiten Vater und zeigt so, was Barmherzigkeit bedeuten kann: Eine unverdiente, aber großzügige Zuwendung in bedingungsloser Liebe. Der Apostel Paulus betont die Abhängigkeit des sündigen Menschen von der Vergebung Gottes in dessen unendlicher Barmherzigkeit. Aus Barmherzigkeit rettet Gott die Menschen aus der Verstrickung in ihre Schuld, entweder weil sie ehrliche Reue gezeigt und Buße geleistet oder weil sie zur Umkehr gekommen sind und Gutes getan haben. Aus der Paulusschule stammt der Epheserbrief, der diesen Gedanken erläutert: Eph 2,4–5 .
Die von Gott her erfahrene Barmherzigkeit wird dann auch zur Handlungs-Motivation des glaubenden Menschen. In diesem Sinne steht „Barmherzigkeit“ in engem Zusammenhang mit z. B. Nächstenliebe, Menschenliebe oder Humanität (siehe auch Diakonie); die lateinische Bezeichnung ist caritas (daher die katholische Organisation Caritas).
Jesus Christus hat in vielen Gleichnissen Barmherzigkeit verdeutlicht, z. B. im Gleichnis vom barmherzigen Samariter (Lk 10,25–37 ). Seine Krankenheilungen waren Akte der Barmherzigkeit (Mk 1,16–20 ; Lk 8,1–3 ; Mk 7,31–37 ). Auch in der Bergpredigt ist von der Barmherzigkeit die Rede:

„Selig sind die Barmherzigen, denn sie werden Barmherzigkeit erlangen.“

In Jesu Reden ist die menschliche Barmherzigkeit nicht die Voraussetzung für die Barmherzigkeit Gottes und auch nicht ein Verhalten, das gleichsam vertraglich eingefordert werden kann, sondern die Konsequenz der erfahrenen Barmherzigkeit Gottes, wie sie in der Feindesliebe konkret wird (Lk 6,27-34 ).

„Seid barmherzig, wie auch euer Vater barmherzig ist!“

Seit dem Mittelalter zählt man in Abgrenzung zur Barmherzigkeit Gottes die Sieben Werke der Barmherzigkeit auf, die den Sieben Todsünden (Stolz, Neid, Zorn, Geiz, Unmäßigkeit, Unkeuschheit und eben Trägheit des Herzens) gegenübergestellt werden.

### Römisch-Katholische Kirche
Nach der Lehre der römisch-katholischen Kirche empfangen die Gläubigen die Werke der Barmherzigkeit durch den Heiligen Geist. Die unendliche, bedingungslose Gottesliebe umfasst die Barmherzigkeit, beide Begriffe werden in der Tradition gerne wechselseitig eingesetzt.
Nach Thomas von Aquin ist im äußeren Bereich die Barmherzigkeit die größte aller Tugenden:
„An sich ist die Barmherzigkeit die größte der Tugenden. Denn es gehört zum Erbarmen, dass es sich auf die anderen ergießt und – was mehr ist – der Schwäche der anderen aufhilft; und das gerade ist Sache des Höherstehenden. Deshalb wird das Erbarmen gerade Gott als Wesensmerkmal zuerkannt; und es heißt, dass darin am meisten seine Allmacht offenbar wird“ (Summa Theologiae II-II, q. 30, a. 4).
In seinem Apostolischen Schreiben Evangelii Gaudium vom 26. November 2013 zitiert Papst Franziskus diese Stelle, um den Vorrang der Barmherzigkeit beim kirchlichen Handeln zu betonen. Er hat die Barmherzigkeit zu seinem Programm gemacht: „Die Barmherzigkeit ist die wahre Kraft, die den Menschen und die Welt vor dem ’Krebsgeschwür‘ retten kann: dem moralischen Bösen, dem spirituellen Übel.“

#### Werke der Barmherzigkeit

##### Sieben leibliche Werke der Barmherzigkeit
- Hungrige speisen
- Durstigen zu trinken geben
- Fremde beherbergen
- Nackte kleiden
- Kranke pflegen
- Gefangene besuchen
- Tote bestatten[10]

Caravaggio: Die sieben Werke der Barmherzigkeit. 1606/07 (Neapel)

Die sieben leiblichen Werke der Barmherzigkeit sind ein beliebtes Thema der christlichen Kunst seit dem 12. Jahrhundert. Vor dem Hintergrund der humanistischen Rhetorikrezeption waren die Bilder der Barmherzigkeit seit dem 16. Jahrhundert szenisch und narrativ geprägt, um die Betrachter vom Wert des Almosengebens zu überzeugen.
Ein Hauptwerk dieser Bildtradition ist das Altargemälde (1606/07) von Michelangelo Merisi da Caravaggio, das im Auftrag der Confraternità del Pio Monte della Misericordia für ihre Kirche in Neapel entstand. In diesem Gemälde haben die starken Hell-Dunkel-Kontraste des Künstlers auch semantische Bedeutung, wie Ralf van Bühren zeigte. Das helle Licht im Chiaroscuro Caravaggios lässt sich als Metapher der Barmherzigkeit deuten, das dem Publikum im eigenen Leben hilft, Vergebung und Barmherzigkeit als göttliche Gnade zu entdecken und zugleich als Tugend selbst zu vollziehen.

##### Sieben geistige Werke der Barmherzigkeit
- Unwissende lehren
- Zweifelnde beraten
- Trauernde trösten
- Sünder zurechtweisen
- Beleidigern gern verzeihen
- Lästige geduldig ertragen
- Für Lebende und Verstorbene beten[13]

Papst Franziskus schlug 2016 vor, die körperlichen und geistigen Werke der Barmherzigkeit um die Sorge um die Schöpfung zu erweitern.

##### ZdK-Erklärung
Eine Erklärung des Zentralkomitees der deutschen Katholiken 1995 vertritt den Standpunkt: Trotz der festen Verankerung des Sozialstaates im politischen System moderner Staaten kommt die Gesellschaft auch heute nicht ohne Barmherzigkeit aus. Ohne Barmherzigkeit „geht die motivationale Grundlage für die Sozialgesetzgebung verloren. Ohne sie werden neue Notlagen überhaupt nicht entdeckt“. Auch wenn das „soziale Netz“ die größte Not auffängt, gibt es viele, die durch dessen Maschen fallen. Nur die „behördlich erfassten Fälle“ sind in die staatliche und kommunale Sozialhilfe eingebunden. Daher muss Barmherzigkeit eine neue Dimension der Wahrnehmung anregen und erfahren. „Barmherzigkeit ist der Quellgrund der sozialen Gerechtigkeit.“

#### Verehrung der Barmherzigkeit Gottes und Heiliges Jahr der Barmherzigkeit

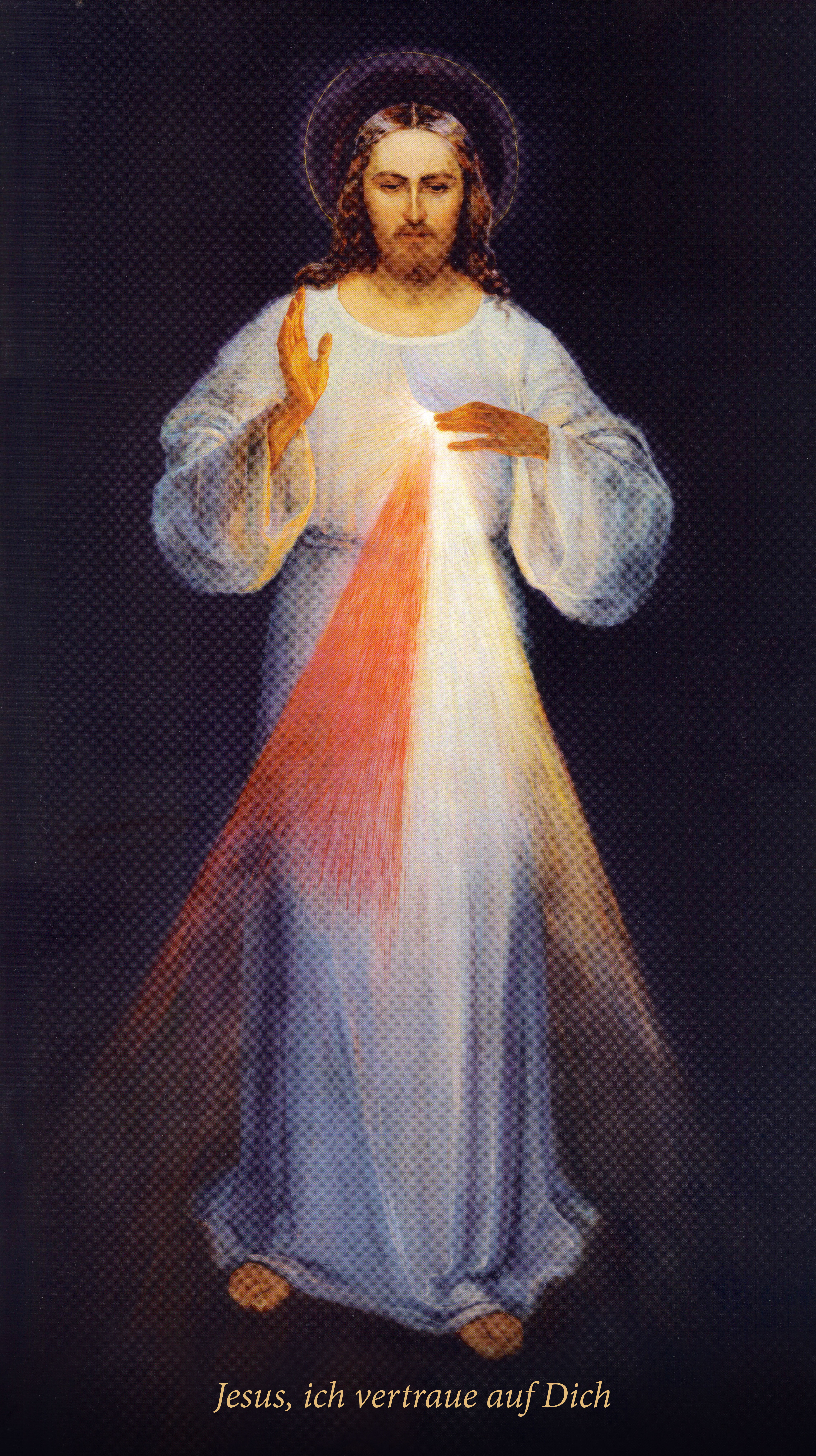
Gnadenbild vom Barmherzigen Jesus

Am 30. April 2000 legte Papst Johannes Paul II. für die katholische Kirche fest, dass jährlich am Sonntag nach Ostern das Fest der Barmherzigkeit Gottes (auch Barmherzigkeitssonntag, Sonntag zur göttlichen Barmherzigkeit) begangen werden solle. Er bezog sich dabei auf eine Vision der polnischen Ordensschwester Maria Faustyna Kowalska (1905–1938), die er an diesem Tage heiligsprach. Nach den Aussagen der Ordensfrau sei ihr wiederholt Jesus Christus erschienen und habe ihr aufgetragen, Künderin der Barmherzigkeit Gottes zu sein. Außerdem solle sie ein Bild des barmherzigen Jesus malen lassen und sich für die Einführung eines „Sonntags der göttlichen Barmherzigkeit“ in das Kirchenjahr einsetzen. Auf ihren Visionen basiert ebenso die Entstehung des Barmherzigkeitsrosenkranzes. Außerdem habe sie die Weisung erhalten, eine neue Ordensgemeinschaft zu gründen, die nach ihrem Tod als Gemeinschaft der Schwestern vom Barmherzigen Jesus entstand. Durch diese Frömmigkeitsformen solle eine Haltung des Vertrauens gegenüber Gott und der Barmherzigkeit gegenüber den Nächsten gefördert werden.
Papst Franziskus rief mit seiner Bulle Misericordiae vultus  am 11. April 2015 aus Anlass des 50. Jahrestages der Beendigung des Zweiten Vatikanischen Konzils am 8. Dezember 1965 ein Heiliges Jahr der Barmherzigkeit als außerordentliches Heiliges Jahr aus, das vom 8. Dezember 2015 bis zum 20. November 2016 begangen wurde.

## Islam
Die Barmherzigkeit erscheint im Islam als eine wesentliche, wenn nicht die herausragende Eigenschaft Gottes. Im Koran und hier vor allem in den mekkanischen Suren, wird die Barmherzigkeit als eine Grundeigenschaft Gottes gesehen. In den Suren, die aus der mittleren Periode des Wirkens Muhammads in Mekka (ca. 615–620 n. Chr.) stammten, ist der Gottesname „der Barmherzige“ häufiger als die Anrede „Allah“. Hingegen in den Suren, die später in Medina zustande kamen, den medischen Suren, erscheint Gott in dieser Weise bezeichnet allerdings kaum noch. Der Koran enthält 114 Suren. Bis auf Sure 9 wird jede Sure mit der sogenannten Basmala, das heißt der Textformel „Im Namen Gottes, des Erbarmers, des Barmherzigen“, eingeleitet, die im Übrigen im Alltagsbeten der Muslime eine große Bedeutung einnimmt.
Die Barmherzigkeit Gottes wird mit zwei Begriffen im Arabischen beschrieben: ar-Raḥmān, das mit „der Allerbarmer“ übersetzt werden kann, sowie ar-Raḥīm, das mit „der Allbarmherzige“ wiedergegeben werden kann. Beide Beschreibungen unterscheiden sich qualitativ:
- ar-Raḥmān, „der Allerbarmer“; hierin zeigt Gott seine Eigenschaft der bedingungslosen Gnade gegenüber allen Geschöpfen.
- ar-Raḥīm, „der Allbarmherzige“; in ihr zeigt sich Gott im Zusammenhang mit Gnade und Vergebung gegenüber den Gläubigen, die für ihre guten Taten belohnt werden.

Während die „Allbarmherzigkeit“ absolut ist und als Weseneigenschaft Gottes gesehen wird – sie gehört zur Wesenheit Gottes und ist unabhängig vom menschlichen Handeln – nimmt das „Allerbarmen“ eine relationale Beziehung Gott-Mensch zur Grundlage. Damit ist die Allbarmherzigkeit umfassender als das Allerbarmen Gottes. „Der Allerbarmer“ (ar-Raḥmān) ist einer der Namen Allahs und zusammen mit „der Allbarmherzige“ (ar-Raḥīm) der häufigste im Koran vorkommende Name Gottes. Beide Namen stammen von der gleichen Wortwurzel ab und beschreiben die immerwährende Liebe Gottes, die dem Menschen zuteilwerden kann, wenn er sie annimmt. Eine Äußerung der Barmherzigkeit, das Geben von Almosen, ist die vierte der fünf Säulen des Islam und damit eine der Hauptanforderungen an die Gläubigen. In einem Hadith heißt es:

„Diejenigen, die nicht barmherzig sind, werden keine Barmherzigkeit erlangen.“

Allah ist denen gegenüber barmherzig, die umkehren, so in Sure 3,31 wo es heißt: „Wenn ihr Gott liebt, dann folgt mir, damit (auch) Gott euch liebt und euch eure Schuld vergibt! Gott ist barmherzig und bereit zu vergeben.“ In ähnlicher Weise wird es in Sure 19,96 formuliert: „Denen, die glauben und tun, was recht ist, wird der Barmherzige (dereinst) Liebe zukommen lassen.“
Dennoch aber ist nach den Aussagen des Koran Gottes Gnade in einer letztlich ungeklärten Beziehung zu seiner Gerechtigkeit und zudem ist die Gnade des Allmächtigen seinen Geschöpfen gegenüber nicht festgelegt. So gibt es auch für fromme Muslime keine Gewissheit der Gnade und der ewigen Errettung. Es bleibt eigentlich nur als Ermutigung: „Verliert nicht die Hoffnung auf Gottes Barmherzigkeit. Gewiss, Gott vergibt alle Sünden. Er ist ja der Allvergebende und Barmherzige.“ (Sure 39,53)
Sure 55, die die Überschrift „Der Barmherzige“ (als Beschreibung Gottes) trägt, zeigt die Barmherzigkeit Gottes in seinem ständigen fürsorgenden Einsatz für die Schöpfung auf, die er dem Menschen überantwortet hat, aber auch in seinem Gerichtshandeln, in dem er die Frevler bestraft und die Gläubigen, die Gottes Gebote erfüllen, belohnt. Somit sind alle Gläubigen zur Barmherzigkeit verpflichtet.

## Buddhismus
Im Buddhismus wird die Barmherzigkeit üblicherweise als Mitgefühl (Sanskrit: करुण karuṇa als Adjektiv kläglich, traurig, mitleidig) bezeichnet. Karuna ist eine der vier Brahmaviharas, in denen verschiedene Formen zwischenmenschlicher Verbundenheit (Metta Liebende Güte, Mudita Mitfreude und Upekkhā Gleichmut) beschrieben werden, die es zu kultivieren gilt. Karuna ist im Kern das Ergebnis meditativer Einsicht und Erlebens und folgt somit nicht einem imperativen „Du-Sollst“.
Besonders nach Katastrophen engagieren sich viele Laien und Ordinierte in buddhistischen Friedens- und Hilfsorganisationen.

## Konfuzianismus und Daoismus
Für Konfuzius waren die Umgangsformen (li), die Güte des Rangoberen gegenüber den Unteren sowie die Menschenliebe wichtige Bestandteile der familiären und staatlichen Ordnung.
Auch Laotse forderte in seinem Buch Daodejing neben dem Nicht-Eingreifen die natürliche und unaufgeforderte Güte der Menschen untereinander.

## Falun Gong
Falun Gong fordert als Grundvoraussetzung für den spirituellen Erfolg und die optimale Wirksamkeit der Übungen die Befolgung der drei Grundprinzipien „Barmherzigkeit“, „Wahrhaftigkeit“ und „Nachsicht“.